# Parc Natural de Montserrat
El Parc Natural de Montserrat protegeix part de la  Muntanya de Montserrat.

Logotip del Parc Natural de la Muntanya de Montserrat

El Parc Natural és gestionat pel Patronat de la Muntanya de Montserrat. Aquest va ser creat pel Decret- llei del 16 d'octubre de 1950. Els motius de la seva instauració es basen en la importància religiosa i cultural del Monestir i del Santuari i en la bellesa i la singularitat de la muntanya. El patronat està format per:
- La Generalitat de Catalunya.
- Els Ajuntaments del Bruc, Collbató, Monistrol de Montserrat i de Marganell.
- Els Consells Comarcals de l'Anoia, el Bages i el Baix Llobregat.
- Les Diputacions de Barcelona, Girona, Lleida i Tarragona.
- L'Administració central de l'Estat.
- El Monestir de Santa Maria de Montserrat.

Va passar a ser Parc Natural pel Decret 59/87, 29 gener.
La seva superfície és de 3.630 ha (inclou 1.981 ha de reserva natural) i una zona de protecció (ZP) de 4.039 ha.

## La gènesi
Tot i que el líric himne del Virolai afirma que:
| « | <Amb serra d'or, els angelets serraren eixos turons...>, | » |

l'explicació científica sobre la gènesi del massís montserratí és força diferent, i fa responsables en darrer terme els agents atmosfèrics del sorprenent modelat de la Serra. En primer lloc, cal parlar d'un gran golf marí d'aigües no gaire fondes, existent fa cosa d'uns 50 milions d'anys, on és ara la Depressió Central Catalana, i al qual desguassaven impetuosos rius procedents dels vessants d'un desaparegut massís catalano-balear, i hi aportaven grans masses de còdols. Això passava a principis de l'era terciària, i els còdols s'anaren barrejant amb materials més pastosos formant una massa.
Quan aquest massís catalano-balear desaparegué i els terrenys circumdants al gran golf s'ensorraren en mig de cataclismes geològics, el relleu de Montserrat anà emergint del fons del mar amb una gran brusquedat de formes –posem-hi ara fa deu milions d'anys- i els seus relleus quedaren a mercè de vents, pluges i glaçades fins a convertir-los en aquesta espectacular escenografia que ara admirem. Ajudaria això, és clar, la duresa dels materials emergits formats pels característics conglomerats (còdols, sorres i un duríssim ciment calcari), que els científics anomenen pudingues i que popularment es coneix per <pinyolenc>.

D'altra banda, el fet que aquestes pudingues siguin molt més resistents a l'erosió que els materials veïns (argiles, gresos, esquists...) justifica també, amb els moviments tectònics, els singulars relleus de la muntanya, relleus que l'escriptor Manuel Marinel·lo, ple d'entusiasme líric, ramarcava així l'any 1927:
| « | <forman caprichosas figuras, representándose a la imaginación ora grandes y encantados gigantes, ora guerreros que velan inmóviles el castillo cuya custodia les está confiada, ora extáticos monjes o procesión de numerosos y devotos peregrinos, ya tambien elevados capiteles de catedral gótica, ya flautado de órgano inmenso...> | » |

No és pas el primer a fer aquests barrocs elogis, perquè el baró de Maldà, a cavall dels segles xviii i xix, escrivia:
| « | <tota la llargària de la muntanya de Montserrat, com castells varis piramidals en totes ses puntes> | » |

i encara abans, el jesuïta Pau Gil, el 1600, ja anotava:
| « | <La muntanya de Montserrat és tota de roques serrades. És per la part de Manresa la més hermosa que sia en lo món. Aparen les roques òrguens>. | » |

Malgrat la seva evident unitat geogràfica i les seves singulars característiques geològiques i geomòrfiques, el massís de Montserrat pertany a la Serralada Prelitoral Catalana que s'estén entre les depressions Central i Prelitoral de Catalunya. El massís fa uns 10 km de llargada, entre el congost del Cairat per on corre el riu Llobregat, a llevant, i el coll de Can Maçana, a ponent, amb una certa inclinació de sud-est a nord-oest.
L'amplada, entre la vall de Marganell, al nord, i l'altiplà de Collbató-els Brucs, al sud és només d'uns 5 km i el perímetre total del massís arriba als 25 km. Pel que fa a l'altitud màxima del massís s'assoleix al cim de Sant Jeroni (1.236 m) amb un extraordinari panorama des dels Pirineus al mar (fins i tot els dies de visibilitat excepcional es veu Mallorca i, separat d'aquest pel coll de Migdia, als Ecos, amb 1.220 m. En realitat, aquest coll de Migdia, al centre del qual s'alça la punxeguda Talaia, divideix la serra en dues parts quasi iguals: l'oriental amb la zona de Santa Magdalena i les serres de Sant Joan i de les Paparres i, separada per l'esvoranc del torrent de Santa maria, la zona de Sant Salvador i els Flautats, incloent el principi, el popular monòlit del Cavall Bernat; l'altra, l'occidental, la zona dels Ecos, Els Frares Encantats i l'a-filigranada zona de les Agulles Les Agulles, incloent el característic coll de Port. Aquí, als peus meridionals de les Agulles, hi ha el refugi Vicenç Barbé tan freqüentat pels escaladors, mentre que el gran conjunt del monestir benedictí que presideix la Mare de Déu de Montserrat, i que constitueix l'autèntic cor religiós, històric, cultural i patriòtic de la muntanya, així com els equipaments que el complementen, ocupen un replà a la immediata esquerra de l'esmentat torrent de Santa Maria, a la part més oriental del massís.

## Conjunt de valors del massís

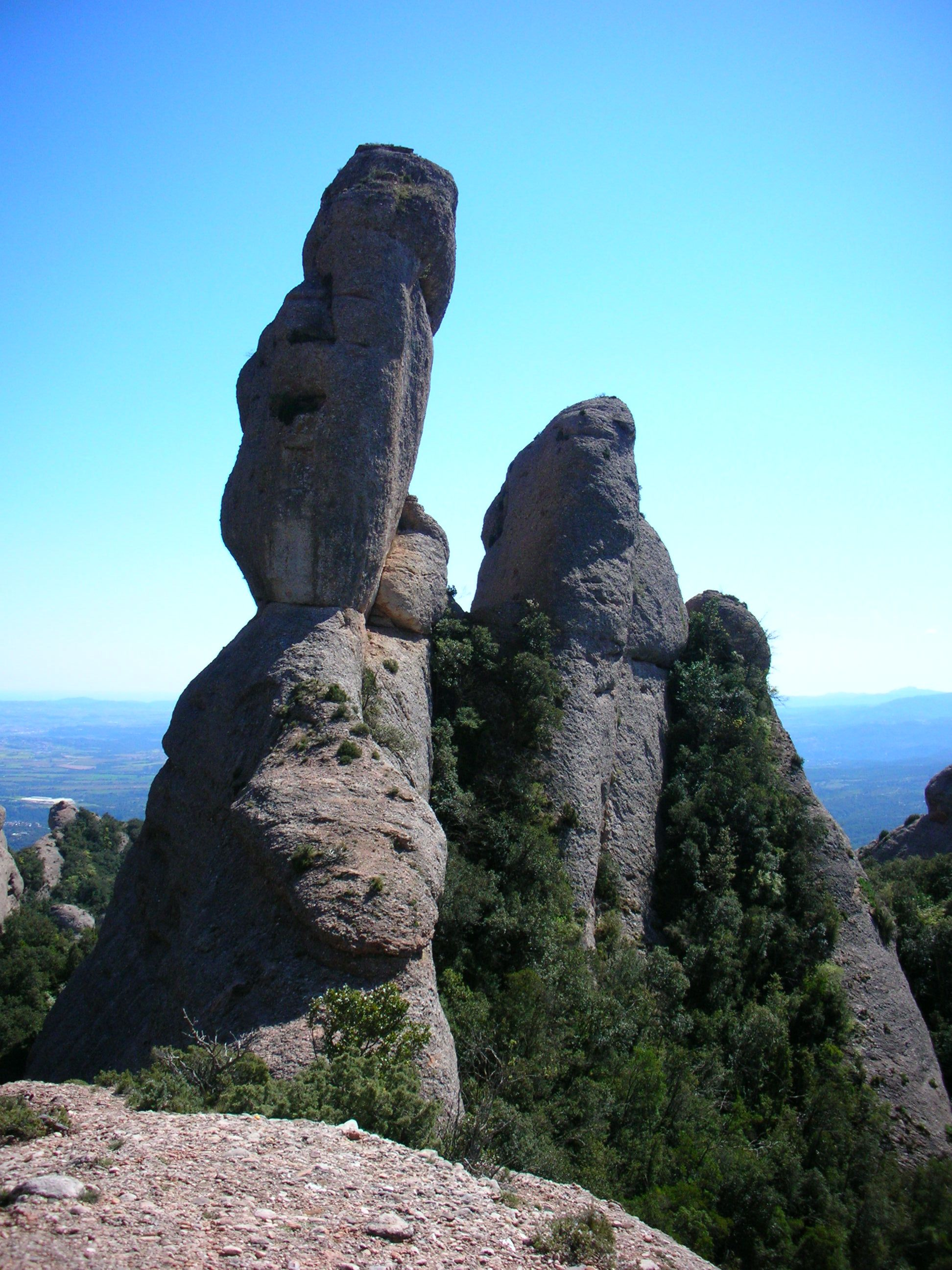
El Cilindre o Cabrit

El conjunt dels valors esmentats als quals cal afegir els naturals com sorprenents relleus, la fauna i la vegetació (malgrat els terribles incendis del 16 al 20 d'agost de 1986 i del 4 de juliol de 1994, portà del primer a la creació, l'any 1950, d'un Patronat de la Muntanya de Montserrat, segons el Decret de 29 de gener de 1987 i la Llei de 10 de juliol de 1989, i hom espera que aquesta figura, al servei del nou Patronat, ofereixi unes actuacions més acordades amb el que l'extraordinari conjunt montserratí demana i es mereix.
Com s'ha entrellucat ja pels paràgrafs anteriors, a la muntanya de Montserrat hi ha abundantment topònims que bategen els seus relleus fins al punt que totes les agulles i prominències, totes tenen nom propi, a vegades d'origen antic i de significats incerts, però més que sovint posats pels escaladors que tenen el massís un dels seus més espectaculars i preferits camps d'actuació, no solament per l'esveltesa i espectacularitat dels relleus, sinó també per la noblesa i seguretat que proporciona el rocam: el Cilindre, la Salamandra, el Camell, El Cap de Mort, l'Elefant, la Prenyada, La Mòmia, El Trencabarrals, el Rave, el Sentinella, La Cadireta, la Gorra Frígia, la Gorra Marinera, etc.

## Conglomerats

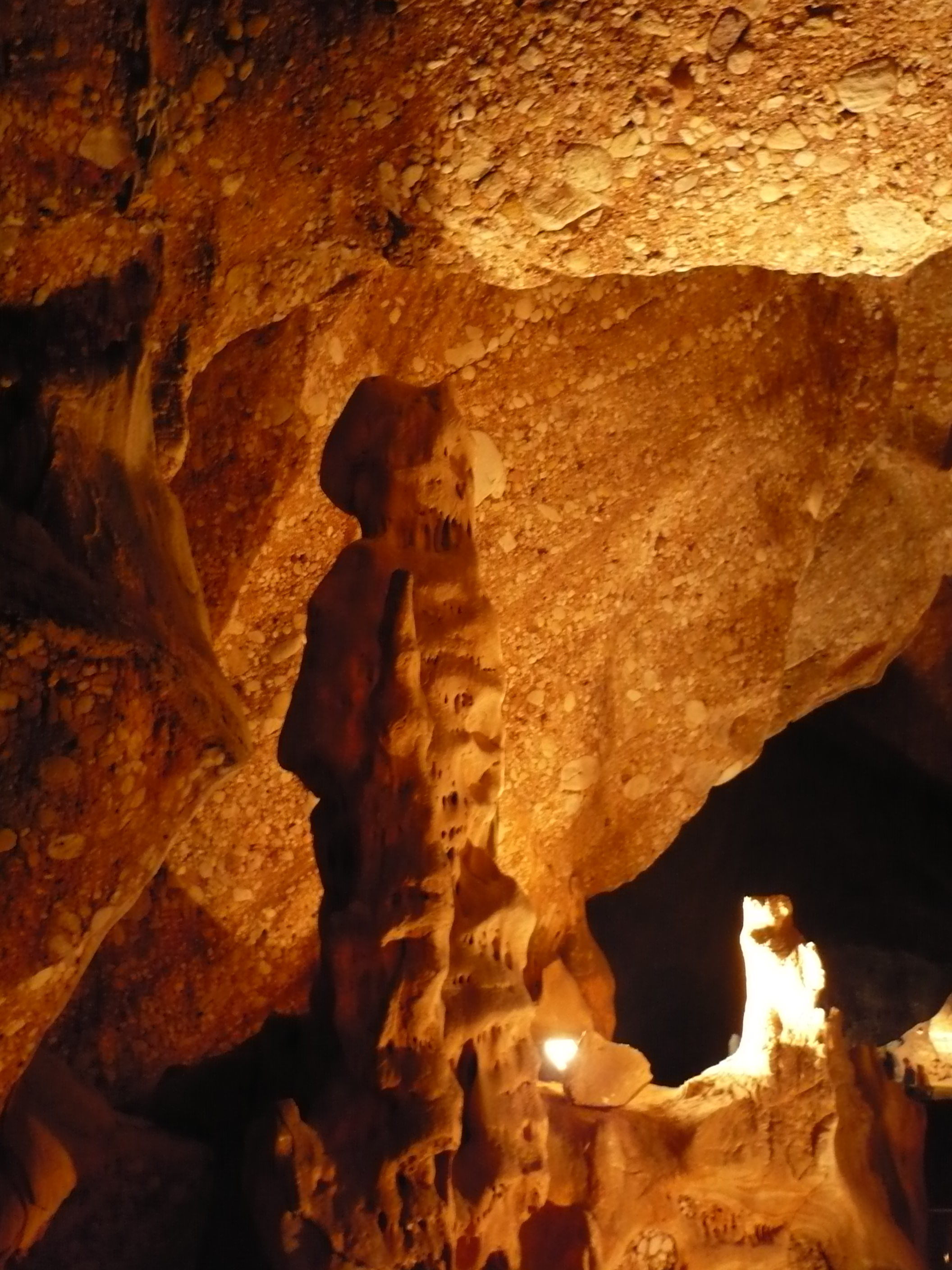
Coves del Salnitre

Els conglomerats de Montserrat tenen un component calcari molt elevat que pressuposaria l'existència d'un gran nombre de formacions càrstiques, però en la realitat, del més d'un centenar d'inventariades, no arriben ni a la dotzena les que tenen un cert interès espeleològic.
Cal destacar, però la cova de Collbató o del Salnitre, observada Gerard Joana i Vidal (1769-1841) a principis del segle xix, malgrat que ja era coneguda abans i protagonista posteriorment de narracions entre líriques i llegendàries com la de Víctor Balaguer i Cirera  (1824-1901). la cova il·luminada amb llum elèctrica l'any 1930, és probablement la més popular i important de Catalunya, i ha estat habilitada novament per al turisme l'any 1985. permet un recorregut de més de 500 m. A remarcar també la cova Freda, els Pouetons de les Agulles, amb una fondària de 123 m i un recorregut de 377 m. i el pou de Casta Dreta, entre altres de menors.

## La vegetació

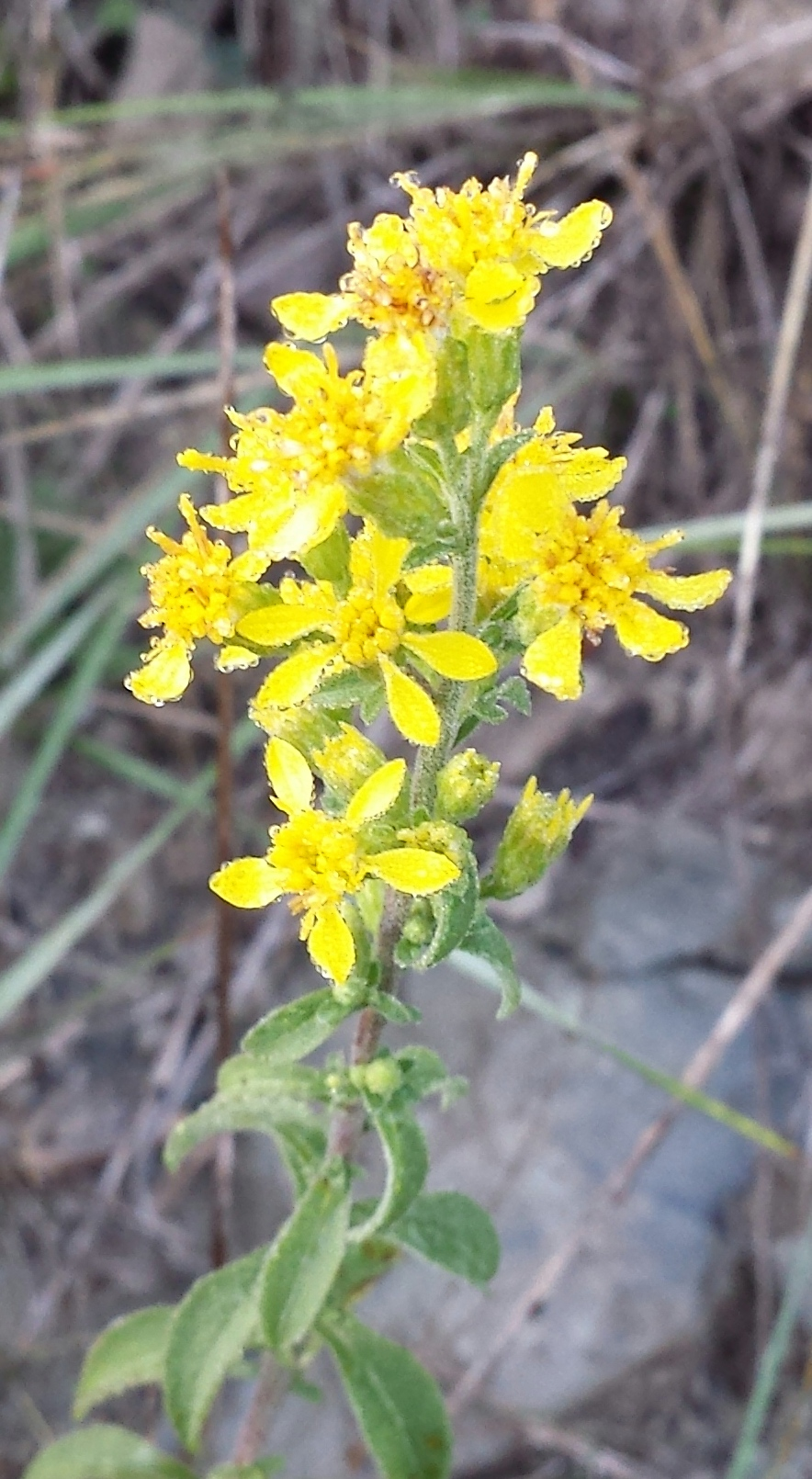
Un exemplar de Vara d'or a la Serra de Castelltallat

La muntanya de Montserrat és, per damunt de tot, una muntanya d'alzinars, i malgrat la seva aparença d'una muntanya més aviat erma, solament rocallosa, quan hom s'endinsa pels seus camins veu fins a quin punt la vegetació és ufanosa en els replans i. Sobretot, en les seves canals. Malgrat que el clima és plenament mediterrani, l'estrat arbori tan dens de l'alzina (Querens ilex) proporciona un sotabosc una mica més humit, la qual cosa permet que hi proliferin arbusts i lianes com, per exemple, els següents: Aladern (Rhamnus alaternus), Arítjol (Smilax aspera), Marfull (Viburnum tinus), Lligaosc mediterrani Didalets (Lonicera implexa), Blada (Acer opalus), Aladern de fulla ampla (Phillyrea latifolia), Galzeran (Ruscus aculeatus), Boix (Buxus sempervirens), Heura (Hedera helix), Arboç mediterrani (Arbutus unedo), etc., segons es tracti d'alzinars a les parts baixes de la muntanya, fins als 600-700 m als obacs, i quasi fins als 1.000 m al solell (l'anomenat alzinar amb marfull), o d'alzinars situats per damunt de la cota dels 600 m, als obacs i sobre un substrat calcícola (alzinar amb boix). En aquest estatge al nord, s'hi troben comunitats de corona de reina (Saxifraga callosa ssp. Catalaunica), sense oblidar a les cornises i els replans obacs la presència de petits prats de seslèria (Sesleria sp.).
Els alzinars muntanyencs són gairebé inexistents a Montserrat i solament se'n troben uns quants en els altiplans de sòls descalcificats situats entre els 800 i 1.200 m d'altitud, com és el cas de la zona de Sant Jeroni. Aquí els arbusts són força escassos i el protagonisme el tenen herbes com, per exemple, la Vara d'or (Solidago virgaurea), la Betònica (Stachys officinalis), el te del país o de muntanya (Veronica officinalis), i la maduixera (Fragaria vesca).
Encara d'una manera molt excepcional, poden anotar-se algunes escasses representacions de rouredes amb boix (Buxo-Quercetum pubescentis) i de teixedes (Taxus baccata) amb la Sanicula (Sanicula europaea), i altres moltes espècies, com l'avellaner (Corylus avellana) i el Marcòlic (Lilium martagon).

## Les pinedes

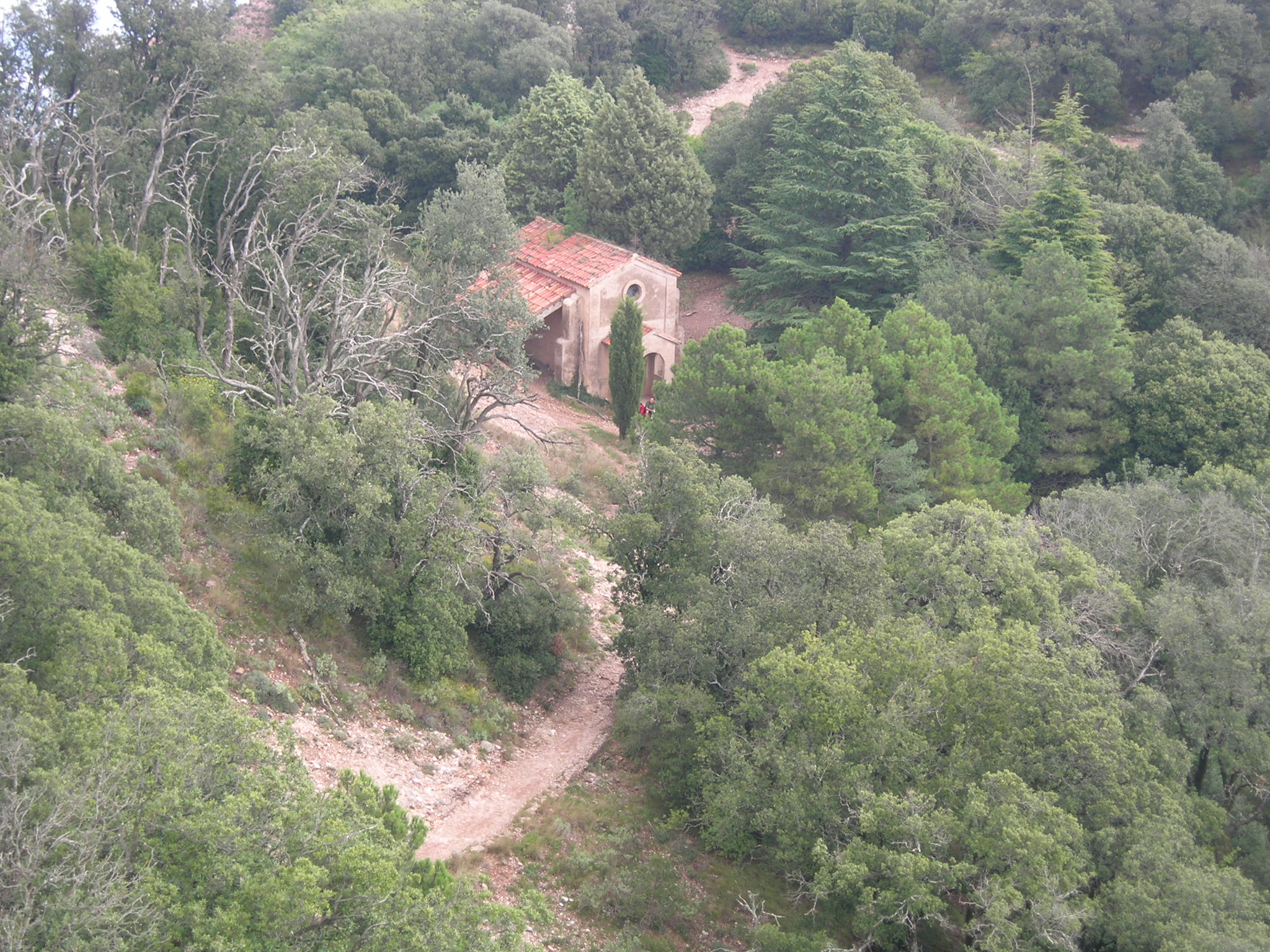
Les pinedes típiques de Montserrat

A Montserrat també hi ha algunes pinedes afavorides per la mà de l'home en zones on la vegetació arbòria natural ha desaparegut; pinedes de pi blanc (Pinus halepensis), en terrenys secs i degradats, i generalment fins a la cota dels 500 o 600 m, i les pinedes de pinassa (Pinus nigra ssp, salzmannii), generalment entre els 300 i els 800 m. I encara més amunt en els vessants obacs. Heus ací, amb aquesta darrera anotació, solament un tast d'una vegetació montserratina amb una gran riquesa d'espècies però, per aquest mateix motiu, impossible de detallar aquí d'una manera exhaustiva.
Si a conseqüència de la pressió humana i l'increment de l'hàbitat entorn de la muntanya, la fauna, especialment la gran fauna, ha anat desapareixent, encara s'ha vist més reduïda després del greu incendi de l'any 1986. avui les espècies que podem trobar-hi són: en general, típicament mediterrànies, per bé que conviuen en certs ambients de la serra amb algunes de tendències centreeuropea.

## Mamífers

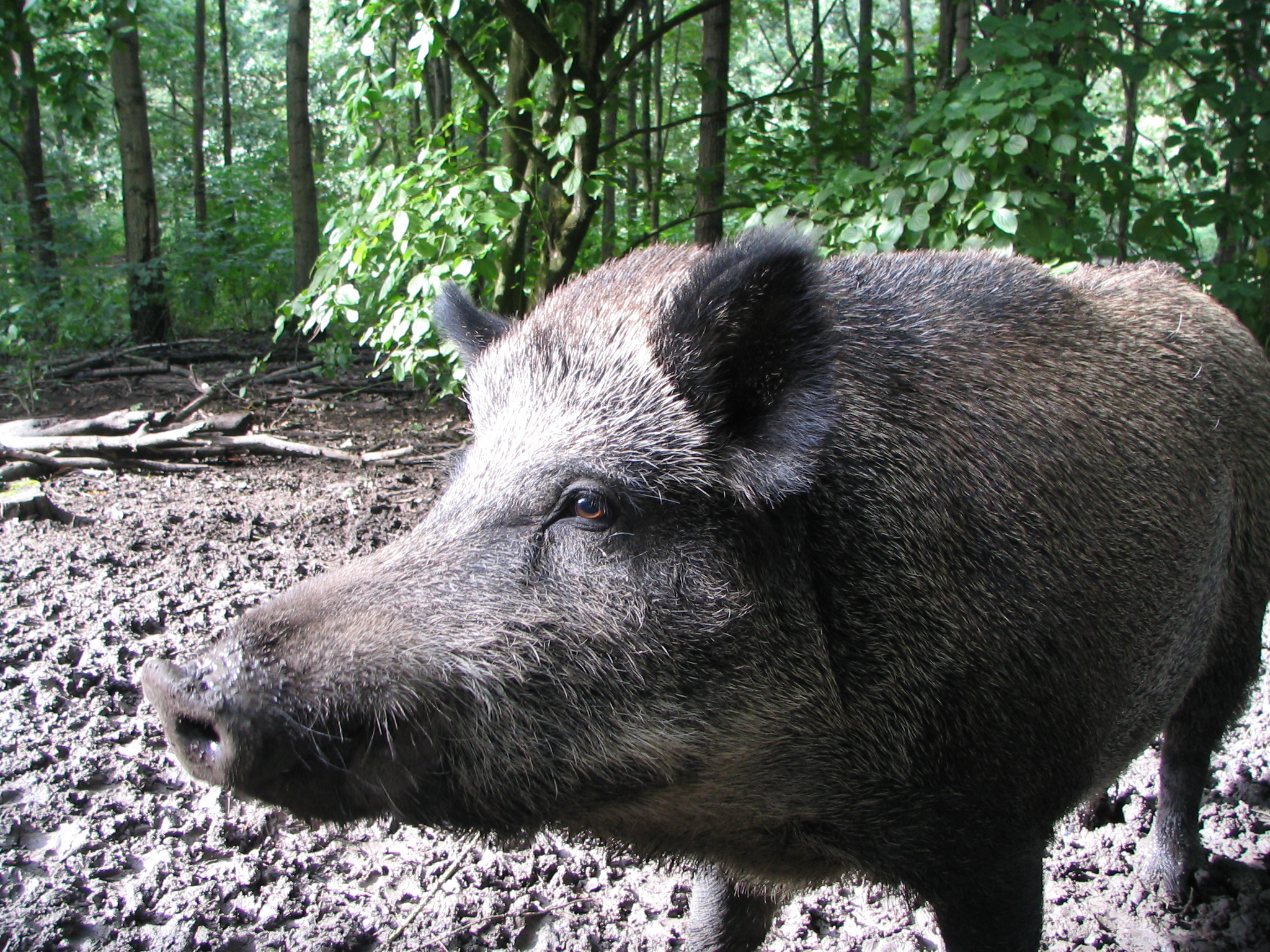
Porc senglar

A anotar entre els mamífers el porc senglar (Sus scrofa), l'esquirol (Sciurus vulgaris), la fagina (Martes foina), el gat mesquer (Genetta genetta), i, fa uns vint anys final segle xx, es va iniciar la introducció de la cabra salvatge (Capra pyrenaica); entre els rèptils, el dragó comú (Tarentola mauritanica), l'escurçó ibèric (Vipera latasti), el vidriol (Anguis fragilis), el Sargantana cuallarga (Psammodromus algirus), el llangardaix ocel·lat (Lacerta lepida) i la serp verda (Malpolon monspessulanus), i entre els amfibis, escassos, potser alguna granoteta de punts (Pelodytes punctatus) i alguna salamandra (Salamandra salamandra).

## Els ocells

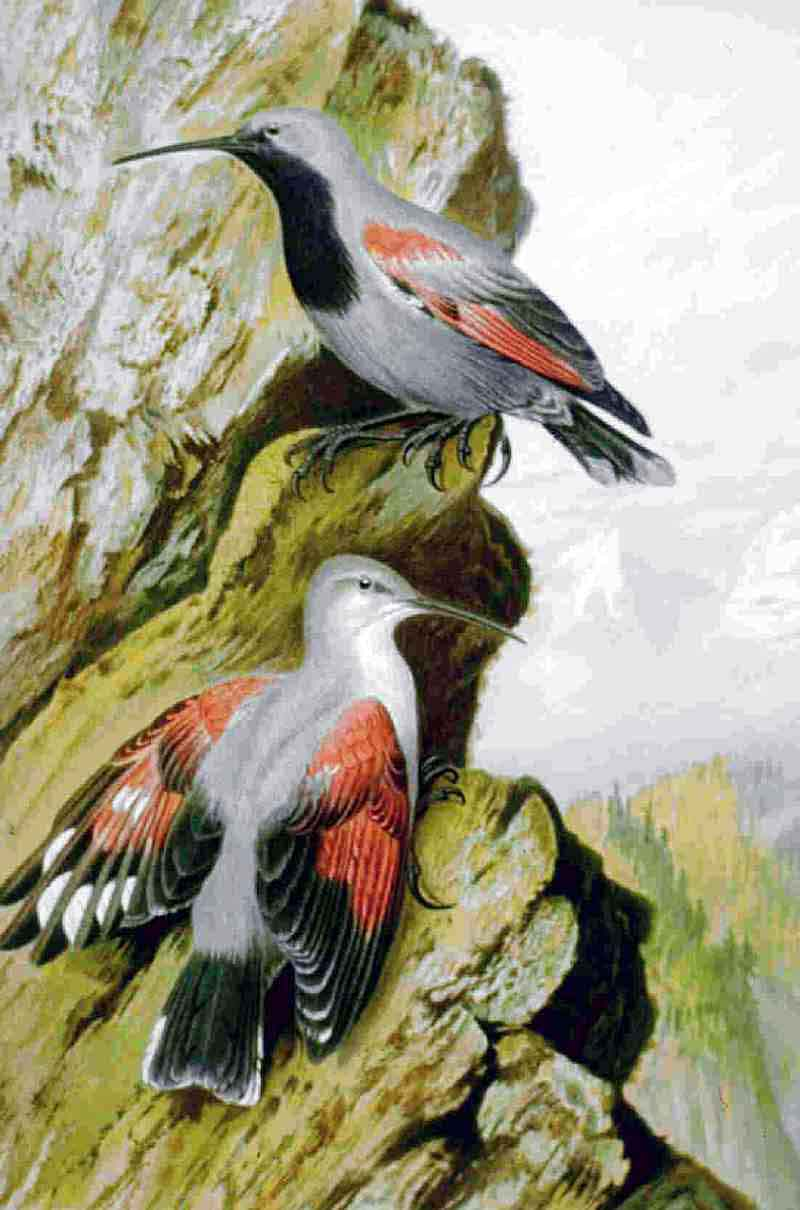
Mascle i femella de pela-roques

Ocells rupícoles visibles a Montserrat són, per exemple, el ballester) (Apus melba), el roquerol (Ptyonoprogne rupestris), i el pela-roques (Tichodroma muraria), mentre que entre els ocells de bosc poden esmentar-se el tord comú (Turdus philomelos), el bruel (Regulus ignicapilla), el tudó (Columba palumbus) i el tallarol gros (Sylvia borin). La presencia de rapinyaires és més que infreqüent si bé hi destaquen l'Àliga cuabarrada (Hieraaetus fasciatus), i el falcó pelegrí (Falco peregrinus).

## El massís i el monestir
No cal dir fins a quin punt la presència del monestir benedictí de Santa Maria de Montserrat pesa sobre el conjunt del massís i es constitueix en l'element més definidor, centre de pelegrinatges i un dels més famosos de l'univers catòlic.

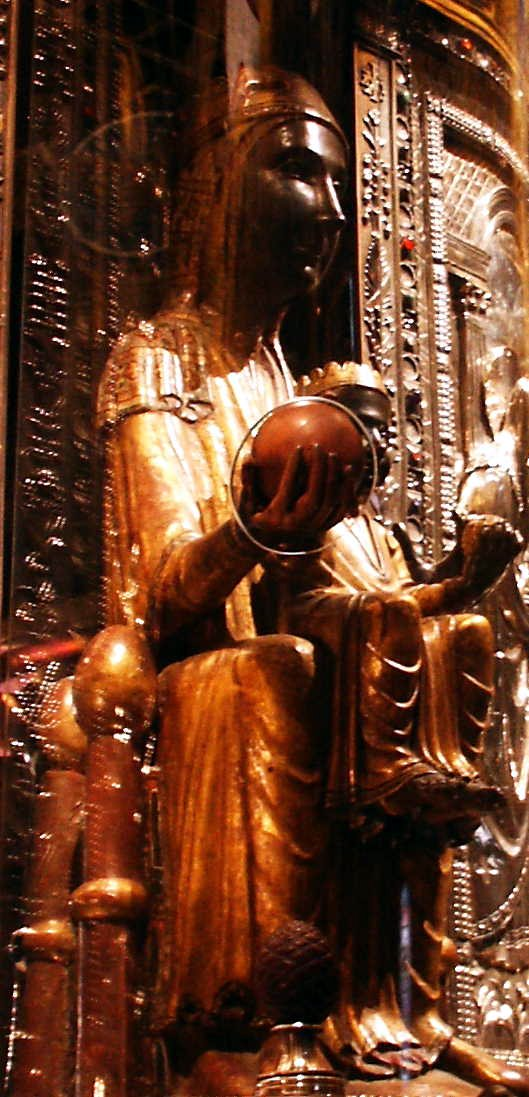
La Moreneta i el seu fill

Existí en primer lloc, al segle ix, una ermita dedicada a la Verge, però la fundació del cenobi s'esdevé en el segle xi de la mà de la figura més brillant i representativa de l'orde benedictí a Catalunya, l'Abat Oliba, que regia els destins del monestir de Ripoll. Tot i quedar elements de l'església romànica que fou edificada al segle xii, l'abadia actual és bàsicament una construcció de traça renaixentista, obra del segle xvi, per bé que les destruccions del soldats napoleònics el 1811 varen malmetre la primitiva decoració del temple marià. Les posteriors obres de restauració, que es varen allargar fins a finals del segle xx, van aportar des de la decoració de tipus històric i mostres del Modernisme arquitectònic, a la recuperació dels antics absis i dels finestrals que donaven llum a la basílica, fins al més expressius exemples de l'art religiós contemporani. a remarcar especialment l'interès de la façana que inclou l'església i monestir construïda a mitjans del segle XX per l'arquitecte Francesc Folguera, i la façana principal del temple, obra neo-plateresca de Villar y Lozano, acaba l'any 1901.
El monestir comte amb elements molt valuosos com és la magnifica Biblioteca amb més de 250.000 volums i el conjunt museístic amb mostres de la prehistòria del massís, un notable museu de l'Orient bíblic, una pinacoteca amb obres dels segles XV-XVIII, i un museu d'art contemporani. I cal una menció obligada a la gran tasca cultural que porten a terme els monjos de la comunitat, sigui en el camp de les lletres o en l'artístic.
Centra tota la devoció i l'interès dels visitants de la Santa Muntanya la imatge de la Mare de Déu que presideix la basílica, obra de fusta tallada, policromada i daurada, probablement de les darreries del segle xii o principis del XIII, i que tothom coneix afectuosament com la Moreneta, atès el color negre de la cara i mans de la Verge i també de l'Infant Jesús, color l'origen del qual admet opinions molt diverses. La imatge ocupa un bell retaule d'argent en el cambril, magníficament decorat, igual que les escales que permeten accedir-hi.
A anotar encara que, al servei del culte a la Verge, és famosa l'Escolania, l'origen de la qual es documenta, com a mínim, l'any 1307, bé que hi ha indicis de la seva existència en dates molt anteriors. Es tracta d'un grup d'escolans (uns 50) que resideixen al mateix monestir i tenen la missió de participar amb el cant al culte del santuari. Escoltar-los qualsevol migdia entonar el famós Virolai d'homenatge a la Moreneta és un dels plaers espirituals que ja per si sols justificarien una visita a Montserrat.
El monestir i santuari s'acompanyen no solament d'un conjunt d'equipaments turístics (hotels, restaurants, botigues, etc.) sinó també d'altres construccions complementàries, monuments, capelles i estàtues, amb obres de grans escultors i arquitectes d'entre les darreries del segle xix i XX. En aquest aspecte és més que recomanable, entre d'altres, el camí a la Santa Cova, on la tradició vol que hi fos trobada la imatge de la Verge.